# Hylaeus hypoleucus
Hylaeus hypoleucus är en biart som först beskrevs av Cockerell 1918.  Hylaeus hypoleucus ingår i släktet citronbin, och familjen korttungebin. Inga underarter finns listade i Catalogue of Life.

## Bildgalleri

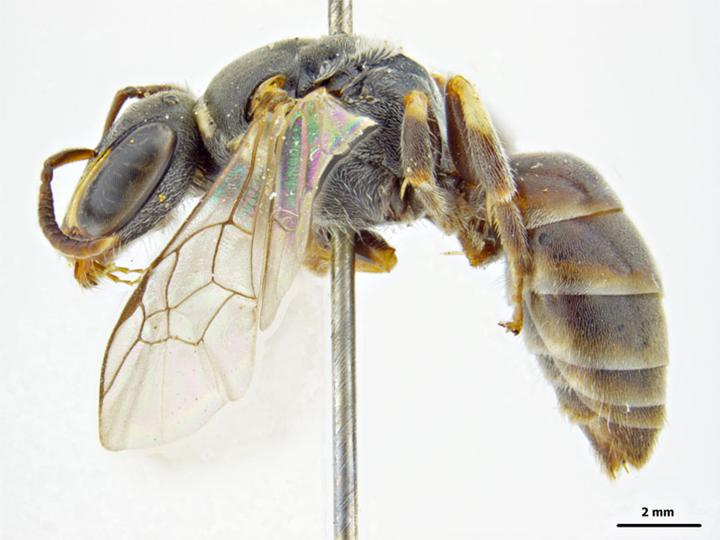
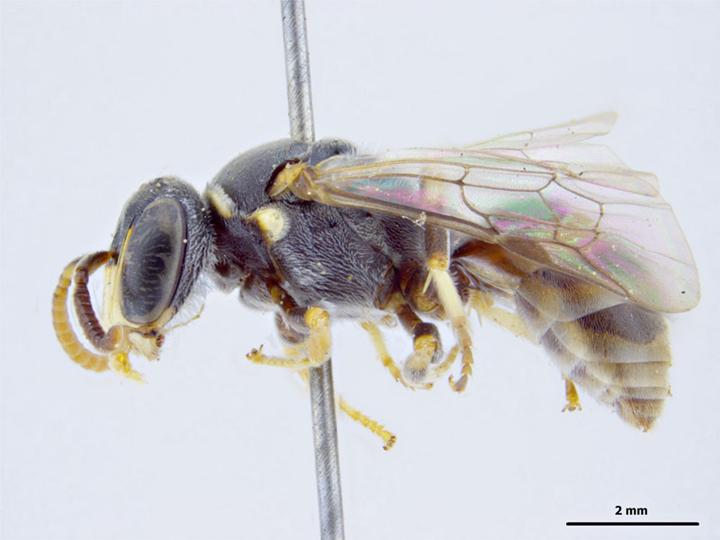